# Atsushi Zaizen
Atsushi Zaizen (japanisch 財前 淳; * 26. Juni 1999 in Fukuoka) ist ein japanischer Fußballspieler.

## Karriere
Zaizen begann seine Karriere bei Kyōto Sanga. Zur Saison 2018/19 wechselte er zum österreichischen Bundesligisten FC Wacker Innsbruck, bei dem er einen bis Juni 2021 laufenden Vertrag erhielt.
Im Juli 2018 debütierte er für die Zweitmannschaft von Innsbruck in der 2. Liga, als er am ersten Spieltag der Saison 2018/19 gegen den FC Juniors OÖ in der 83. Minute für Florian Rieder eingewechselt wurde. Mit Wacker musste er 2019 aus der Bundesliga absteigen. Nach dem Abstieg kam der Stürmer dann für die erste Mannschaft der Innsbruck zum Einsatz. In drei Jahren absolvierte er für diese 66 Zweitligapartien, in denen er 17 Tore erzielte.
Am Ende der Saison 2021/22 mussten die finanziell gebeutelten Innsbrucker zwangsweise aus der 2. Liga absteigen. Daraufhin schloss sich Zaizen zur Saison 2022/23 dem vormaligen Ligakonkurrenten Grazer AK an, bei dem er einen bis Juni 2024 laufenden Vertrag erhielt. Für die Grazer kam er insgesamt zu zwölf Zweitligaeinsätzen, ehe er im Januar 2024 innerhalb der Liga an den SKU Amstetten verliehen wurde. Für Amstetten kam er zu 15 Zweitligaeinsätzen.
Zur Saison 2024/25 kehrte Zaizen zum GAK zurück, der in seiner Abwesenheit in die Bundesliga aufgestiegen war. Bis zur Winterpause kam er zu zwölf Einsätzen im Oberhaus. Im Januar 2025 wurde er ein zweites Mal verliehen, diesmal an Zweitligist ASK Voitsberg. Für Voitsberg kam er zu 13 Einsätzen in der 2. Liga, aus der das Team zu Saisonende aber abstieg.
Zur Saison 2025/26 kehrte Zaizen nicht mehr nach Graz zurück, sondern wechselte zu Zweitligist Schwarz-Weiß Bregenz, bei dem er einen bis 2027 laufenden Vertrag erhielt.